# Elatostema fagifolium
Elatostema fagifolium är en nässelväxtart som först beskrevs av Jean Louis Marie Poiret, och fick sitt nu gällande namn av Adolphe-Théodore Brongniart. Elatostema fagifolium ingår i släktet Elatostema och familjen nässelväxter. Inga underarter finns listade i Catalogue of Life.